# Mandalotus
Mandalotus är ett släkte av skalbaggar. Mandalotus ingår i familjen vivlar.

## Dottertaxa tillMandalotus, i alfabetisk ordning[1]
- Mandalotus abdominalis
- Mandalotus acanthocnemis
- Mandalotus acutangulus
- Mandalotus advenus
- Mandalotus albonotatus
- Mandalotus alpinus
- Mandalotus ammophilus
- Mandalotus amplicollis
- Mandalotus angustipictus
- Mandalotus angustus
- Mandalotus arciferus
- Mandalotus arcuatus
- Mandalotus armicoxis
- Mandalotus armipectus
- Mandalotus armivarius
- Mandalotus auchmeresthes
- Mandalotus avenaceus
- Mandalotus bicarinatus
- Mandalotus bilobicollis
- Mandalotus bimaculatus
- Mandalotus bivitticollis
- Mandalotus blackburni
- Mandalotus blackmorei
- Mandalotus brevicarinatus
- Mandalotus bryophagus
- Mandalotus campylocnemis
- Mandalotus carinatipes
- Mandalotus carinativentris
- Mandalotus carteri
- Mandalotus caviventris
- Mandalotus cellaris
- Mandalotus ciliatus
- Mandalotus coatesi
- Mandalotus collaris
- Mandalotus cordipennis
- Mandalotus corrugicollis
- Mandalotus coxalis
- Mandalotus crassicornis
- Mandalotus crawfordi
- Mandalotus crudus
- Mandalotus decipiens
- Mandalotus denticulatus
- Mandalotus dentifer
- Mandalotus dentipes
- Mandalotus dolens
- Mandalotus emarginatus
- Mandalotus excavatus
- Mandalotus femoralis
- Mandalotus fergusoni
- Mandalotus ferrugineus
- Mandalotus fimbriatus
- Mandalotus foveatus
- Mandalotus fuligineus
- Mandalotus funereus
- Mandalotus geminatus
- Mandalotus glaber
- Mandalotus granulatus
- Mandalotus gymnogaster
- Mandalotus herbivorus
- Mandalotus hoplocnemus
- Mandalotus hoplosternus
- Mandalotus hoplostethus
- Mandalotus howensis
- Mandalotus humeralis
- Mandalotus hypulus
- Mandalotus hystricosus
- Mandalotus imitator
- Mandalotus imponderosus
- Mandalotus incisus
- Mandalotus inconspicuus
- Mandalotus insignipes
- Mandalotus insularis
- Mandalotus intercoxalis
- Mandalotus interocularis
- Mandalotus inusitatus
- Mandalotus irrasus
- Mandalotus laminatipes
- Mandalotus laminipectus
- Mandalotus latebricola
- Mandalotus latens
- Mandalotus latus
- Mandalotus leai
- Mandalotus litoralis
- Mandalotus longicollis
- Mandalotus lutosus
- Mandalotus macrops
- Mandalotus maculatus
- Mandalotus magnicollis
- Mandalotus medcoxalis
- Mandalotus mesosternalis
- Mandalotus metasternalis
- Mandalotus microps
- Mandalotus microscopicus
- Mandalotus minutus
- Mandalotus mirabilis
- Mandalotus miricollis
- Mandalotus multicarinatus
- Mandalotus murrayi
- Mandalotus muscivorus
- Mandalotus niger
- Mandalotus nodicollis
- Mandalotus nodipennis
- Mandalotus norfolcensis
- Mandalotus ochreonotatus
- Mandalotus oxyomus
- Mandalotus pallidus
- Mandalotus pentagonalis
- Mandalotus pentagonoderes
- Mandalotus pilipes
- Mandalotus piliventris
- Mandalotus pinguis
- Mandalotus pondericornis
- Mandalotus postcoxalis
- Mandalotus prosternalis
- Mandalotus puncticollis
- Mandalotus punctiventris
- Mandalotus pusilla
- Mandalotus pustulosus
- Mandalotus pyrifer
- Mandalotus raui
- Mandalotus recticarinatus
- Mandalotus reticulatus
- Mandalotus rigidus
- Mandalotus rudis
- Mandalotus rufimanus
- Mandalotus rufipes
- Mandalotus sabulosus
- Mandalotus scaber
- Mandalotus seticollis
- Mandalotus setistriatus
- Mandalotus setosus
- Mandalotus severini
- Mandalotus similis
- Mandalotus simulator
- Mandalotus spurcus
- Mandalotus squalidus
- Mandalotus squamibundus
- Mandalotus squamosus
- Mandalotus sterilis
- Mandalotus sternocerus
- Mandalotus striatus
- Mandalotus subglaber
- Mandalotus subhumeralis
- Mandalotus suturalis
- Mandalotus sydneyensis
- Mandalotus taylori
- Mandalotus tenuicornis
- Mandalotus tenuis
- Mandalotus tibialis
- Mandalotus transversus
- Mandalotus trisinuatus
- Mandalotus tuberculiventris
- Mandalotus tuberipennis
- Mandalotus uniformis
- Mandalotus vacillaris
- Mandalotus valgus
- Mandalotus variabilis
- Mandalotus wedgensis
- Mandalotus ventralis
- Mandalotus vetulus
- Mandalotus vigilans
- Mandalotus villosipes